# Argas gilcolladoi
Argas gilcolladoi är en fästingart som beskrevs av Estrada-Peña, Lucientes och Evangelina A. Sánchez 1987. Argas gilcolladoi ingår i släktet Argas och familjen mjuka fästingar.
Artens utbredningsområde är Spanien. Inga underarter finns listade i Catalogue of Life.